# Pouteria atabapoensis
Pouteria atabapoensis là một loài thực vật thuộc họ Sapotaceae. Loài này có ở Brasil và Venezuela.